# New Albany (Ohio)
New Albany é uma cidade localizada no estado norte-americano do Ohio, no Condado de Franklin.

## Demografia
Segundo o censo norte-americano de 2000, a sua população era de 3711 habitantes.
Em 2006, foi estimada uma população de 6345, um aumento de 2634 (71.0%).

## Geografia
De acordo com o United States Census Bureau tem uma área de 23,1 km², dos quais 23,1 km² cobertos por terra e 0,0 km² cobertos por água. New Albany localiza-se a aproximadamente 241 m acima do nível do mar.

## Localidades na vizinhança
O diagrama seguinte representa as localidades num raio de 16 km ao redor de New Albany.